# 榔桥镇
榔桥镇，是中华人民共和国安徽省宣城市泾县下辖的一个乡镇级行政单位。

## 行政区划
榔桥镇下辖以下地区：
榔桥街道社区、榔桥村、白华村、河西村、乌溪村、马渡村、浙溪村、大庄村、双河村、黄田村、涌溪村、西阳村和溪头村。

## 中国传统村落
2012年，黄田村被评为首批“中国传统村落”。